# 앤티비
앤티비 (&TV,앤TV)는 북미 유일 합법 한국채널 유무선 인터넷 프로토콜 텔레비전(IPTV) 사업체이다. 케이블 방송 (예> Time Warner Cable, Cox)와 위성방송 (예> DirecTV, Dish Network)와 같이 케이블선으로 연결하거나, 위성 안테나를 설치하여 시청하는 방식이 아닌 인터넷선을 연결하여 인터넷망을 통해 VOD 콘텐츠를 텔레비전 스크린을 통해 보는 방식이다. 또한, 케이블 방송과 위성방송에서 시간대별로 편성한 편성표 대로 프로그램을 수동적으로 시청하는 것이 아닌, 프로그램을 고객 본인이 능동적으로 원하는 프로그램을 원하는 시간에 보는 시스템이다.
앤티비는 현재 북미주 (미국, 캐나다) 전역을 대상으로 서비스를 제공하고 있다.

## 서비스
- 콘텐츠 라이브러리: 앤티비는 현재 한국 방송 3사, KBS, MBC, SBS에서 제공하는 뉴스, 드라마, 예능/오락, 시사/다큐 및 CJ E&M과 CGNTV 등 다른 방송사들을 통해 종교, 키즈/교육 등의 부가 콘텐츠 및 한국 영화 콘텐츠들도 확보 하고 있다. 콘텐츠들의 양은 종영작, 방영작, 영화들을 합쳐 총 3만여편 이상을 보유 하고 있다.
- 원하는 시간의 시청: 서비스 개요에 소개한 것과 같이 앤티비가 보유한 3만여편 이상의 콘텐츠들을 원하는 시간에 자유로이 시청이 가능한 다른 타 동종업체에서 가지고 있지 못한 장점을 가지고 있다. 예를 들어, 종영한 한 프로그램이 1회부터 완결까지 회차들이 나열되어 있어 처음부터 보거나, 아니면 또 보고 싶은 회차를 골라 다시 볼 수 있다.
- 예약 다운로드: 인터넷 기반으로 콘텐츠 시청이 이루어지다 보니, 인터넷 환경에 따라 콘텐츠 끔킴현상이 일어 날 수 있지만, 이 경우, 예약 다운로드 기능을 이용하면, 보고 싶은 프로그램을 미리 다운로드 완료하여 이후 콘텐츠 끔킴 현상이 없이 시청 가능이 가능하다.